# 108 (numero)
Centootto (108) è il numero naturale dopo il 107 e prima del 109.

## Proprietà matematiche
- È un numero pari.
- È un numero composto e ha i seguenti dodici divisori: 1, 2, 3, 4, 6, 9, 12, 18, 27, 36, 54, 108. Poiché la somma dei divisori (escluso il numero stesso) è 172 > 108 è un numero abbondante.
- È un numero semiperfetto in quanto pari alla somma di alcuni (o tutti) i suoi divisori.
- È un numero di Harshad nel sistema numerico decimale.
- È un numero colombiano nel sistema decimale.
- È un numero tetranaccio: 1, 1, 2, 4, 8, 15, 29, 56, 108...
- È l'iperfattoriale di 3: 11×22×33 = 108.
- È divisibile per la sua stessa funzione φ di Eulero.
- È l'ampiezza di ciascuno degli angoli interni di un pentagono regolare nella geometria euclidea.[1]
- È un numero rifattorizzabile, essendo divisibile per il numero dei suoi divisori.
- È un numero potente.
- È parte delle terne pitagoriche (45, 108, 117), (81, 108, 135), (108, 144, 180), (108, 231, 255), (108, 315, 333), (108, 480, 492), (108, 725, 733), (108, 969, 975), (108, 1456, 1460), (108, 2915, 2917).
- È un numero palindromo e un numero a cifra ripetuta nel sistema posizionale a base 11 (99).
- È un numero pratico.

## Astronomia
- 108P/Ciffreo è una cometa periodica del sistema solare.
- È il numero della galassia a spirale M108 del catalogo di Messier.
- 108 Hecuba è un asteroide della fascia principale del sistema solare.
- NGC 108 è una galassia lenticolare della costellazione di Andromeda.

## Astronautica
- Cosmos 108 è un satellite artificiale russo.

## Chimica
- È il numero atomico dell'Hassio (Hs).

## Fisica
- È il numero di minuti durante i quali il cosmonauta Yuri Gagarin ha orbitato attorno alla Terra nel primo volo dell'uomo nello spazio.

## Religione
- È un numero sacro in diverse religioni come l'Induismo, il Buddhismo, il Sikhismo o il Giainismo.
- È il numero di grani del Mala, il rosario indiano e del Akṣamālā buddhista.
- Le divinità induiste hanno 108 nomi. Recitare questi nomi, spesso contando i 108 grani del Mala, è considerato sacro ed è spesso ripetuto durante le cerimonie religiose.
- Nello Śrīmad Bhāgavatam, Krishna è descritto mentre balla con 108 Gopī (pastorelle) nella città di Vrindavana, per poi sposare 16.108 mogli nella città di Dvaraka.
- Nello Śivaismo, Shiva Nataraja è raffigurato mentre esegue la sua danza cosmica in 108 karana (pose).
- È il numero dei peccati nel Buddhismo tibetano.
- È il numero delle stelle considerate sacre nell'astrologia cinese.
- In Giappone, alla fine dell'anno, una campana è suonata 108 volte per salutare il nuovo anno. Ciascun rintocco rappresenta una delle 108 tentazioni materiali cui una persona deve resistere per raggiungere il Nirvana
- È il numero dell'al-Kawthar, il più corto tra i Sūra del Corano.

## Mitologia
- È il numero dei pretendenti di Penelope, moglie di Ulisse, nell'Odissea di Omero.

## Sport
- È il numero di punti cuciti su una palla da baseball.
- Dal 2013 nessun ciclista corre il Giro d'Italia con il numero 108: è il numero che indossava il ciclista Wouter Weylandt durante la terza tappa del Giro d'Italia 2011, quando perse la vita. La direzione del Giro d'Italia ha deciso di ritirare il numero in memoria dell'atleta scomparso.[2]

## Televisione
- È uno dei numeri centrali della serial televisivo Lost, somma degli elementi della sequenza numerica alla base dell'equazione di Valenzetti